# Eulalia
Eulalia  è un nome proprio di persona italiano femminile.

## Varianti
- Maschili: Eulalio[1][4]

### Varianti in altre lingue
- Asturiano: Lala[5]
- Basco: Eulale[5]
- Catalano: Eulàlia[2][5], Olalla[5]
  - Ipocoristici: Laia[2][5]
- Francese: Eulalie[2]
- Galiziano: Olalla[5], Alla[5], Baia[5]

- Greco antico: Εὐλαλία (Eulalia)[2]
  - Maschili: Εὐλάλιος (Eulalios)
- Inglese: Eulalia[2]
  - Ipocoristici: Eula[2], Lalia[2]
- Latino: Eulalia[1]
  - Maschili: Eulalius[1]
- Olandese: Eulalia

- Polacco: Eulalia
- Portoghese: Eulália[2]
- Russo: Евлалия (Evlalija)
- Slovacco: Eulália[2]
- Sloveno: Evlalija
- Spagnolo: Eulalia[2][5], Olalla[2], Olaya[6]
- Ungherese: Eulália[2]

## Origine e diffusione
Deriva dall'aggettivo greco eulalos, composto da εὐ- (eu-, "bene") e λαλέω (laléô, "parlare"); il significato può essere interpretato come "colei che parla bene", "che parla dolcemente", "eloquente", ha quindi lo stesso significato del nome Eufemia. La forma greca del nome sarebbe Ευλαλια (Eulalia), tuttavia è documentato solo il maschile Ευλαλιος (Eulalios), latinizzato poi sia al maschile che al femminile.
La diffusione del nome è dovuta al culto verso le sante così chiamate, in particolare le due martiri spagnole, una di Barcellona e l'altra di Mérida; in Italia, più recentemente, la notorietà del nome (se non la sua diffusione) è aumentata grazie ad una canzone del Quartetto Cetra del 1947, Eulalia Torricelli da Forlì. In Inghilterra, in epoca medievale, Eulalia sembra essersi parzialmente confuso con il nome Hilary.

## Onomastico

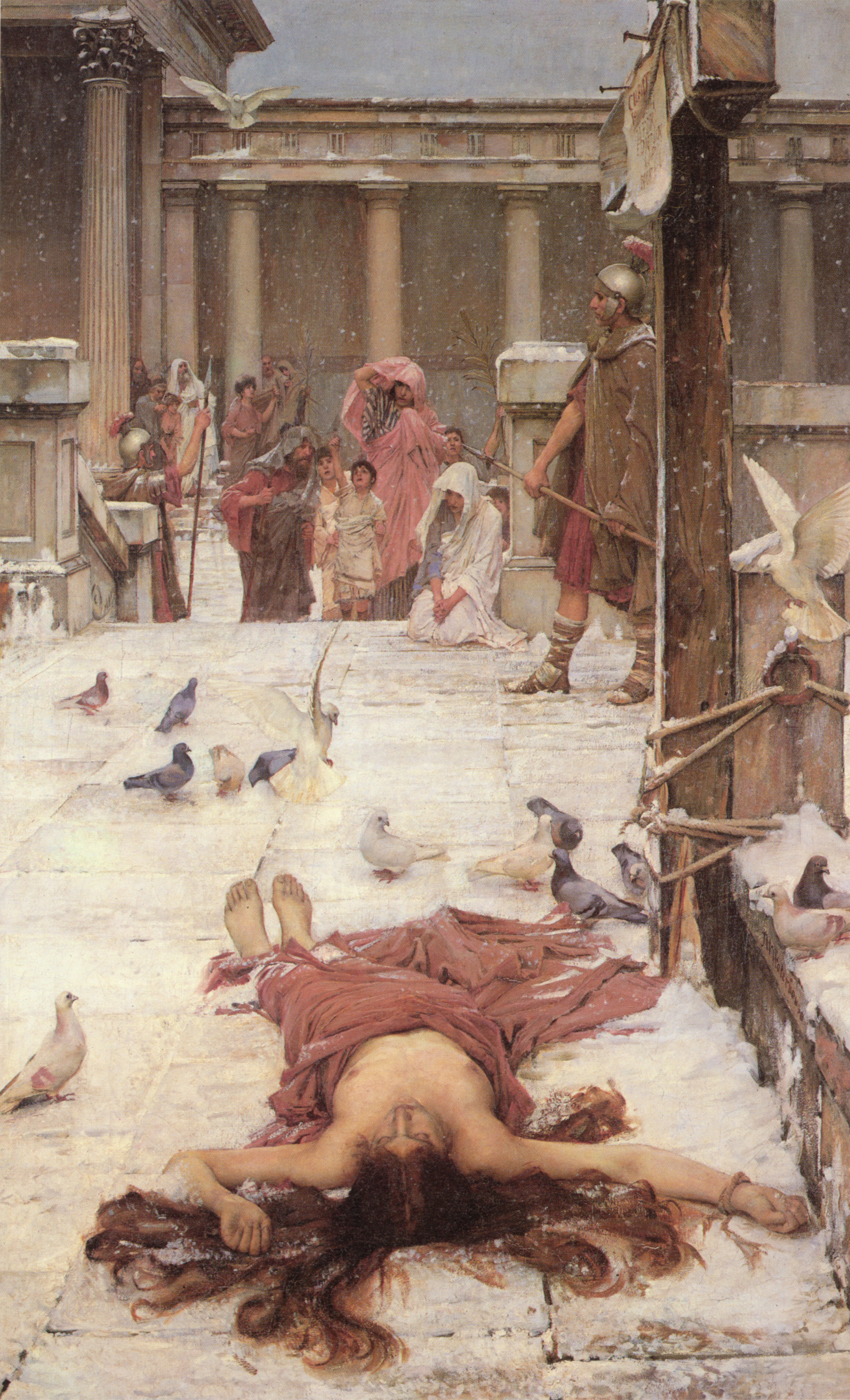
Saint Eulalia, John William Waterhouse, 1885

L'onomastico si può festeggiare in memoria di più sante e beate, alle date seguenti:
- 5 febbraio, beata Eulalia Pinos, vedova e mercedaria[9]
- 12 febbraio, sant'Eulalia, vergine e martire a Barcellona sotto Diocleziano[2][10]
- 6 ottobre, beata Marie-Rose Durocher (al secolo Eulalie-Mélanie), fondatrice delle Suore dei Santi Nomi di Gesù e Maria[9]
- 10 dicembre, sant'Eulalia, vergine e martire a Mérida sotto Diocleziano assieme a santa Giulia, molto probabilmente un'altra versione della storia di santa Eulalia di Barcellona[5][9][11]
- 12 dicembre, santa Eulalia, martire ad Asti[9]

## Persone
- Eulalia di Barcellona, santa spagnola
- Eulalia di Borbone-Spagna, principessa spagnola
- Eulalia di Mérida, santa spagnola

### Varianti femminili
- Eulalie Jensen, attrice statunitense
- Laia Palau, cestista spagnola
- Eulalie Spence, scrittrice, docente, regista attrice e drammaturga statunitense

### Variante maschile Eulalio
- Eulalio, antipapa
- Eulalio Gutiérrez, politico messicano

## Il nome nelle arti
- Eulalie "Lally" Hicks è un personaggio apparso nel film del 2018 Animali fantastici - I crimini di Grindelwald, diretto da David Yates.
- Eulalia Torricelli è una canzone del 1946 composta da Gino Redi e Dino Olivieri.